# Krisztián Vadócz
Krisztián Vadócz (ur. 30 maja 1985 w Budapeszcie) – węgierski piłkarz grający na pozycji defensywnego pomocnika.

## Kariera klubowa
Vadócz pochodzi ze stolicy Węgier, Budapesztu. Karierę piłkarską rozpoczął w zespole miejscowego Honvédu, jednego z najbardziej utytułowanych klubów w kraju. W 2002 roku awansował do składu pierwszej drużyny. Wtedy też zadebiutował w pierwszej lidze węgierskiej. Największy sukces z Honvédem osiągnął w 2004 roku, gdy doszedł do finału Pucharu Węgier. Honvéd przegrał w nim 1:3 z Ferencvárosi. Do jesieni 2005 roku rozegrał 72 spotkania i zdobył 7 goli dla budapeszteńskiego zespołu.
Kolejnym klubem w karierze węgierskiego pomocnika stało się francuskie AJ Auxerre. Nie znalazł jednak uznania w oczach trenera Jacques'a Santiniego i został zesłany do rezerw, w których grał przez jeden rok. Na początku 2007 roku Krisztián został wypożyczony na pół roku do szkockiego Motherwell. Rozegrał 11 spotkań w Scottish Premier League i pomógł klubowi w utrzymaniu się w lidze.
W sierpniu 2007 roku Vadócz zmienił barwy klubowe i odszedł z Auxerre do holenderskiego NEC Nijmegen. W całym sezonie 2007/2008 strzelił 2 gole w Eredivisie oraz przyczynił się do awansu klubu do Pucharu UEFA poprzez rozgrywki play-off.
Latem 2008 Węgier został sprzedany za 950 tysięcy euro do hiszpańskiej Osasuny Pampeluna. W 2011 roku wrócił do NEC. Po roku spędzonym w holenderskim klubie przeniósł się do duńskiego Odense Boldklub. Później grał w indyjskim Pune City i szwajcarskim Grasshoppers Zurych.
We wrześniu 2015 roku podpisał kontrakt z Deportivo Alavés do końca sezonu 2015/2016. Następnie grał w Perth Glory FC, Mumbai City FC i Kitchee SC.
| Sezon   | Klub                | Kraj       | Rozgrywki                | Mecze | Bramki |
| ------- | ------------------- | ---------- | ------------------------ | ----- | ------ |
| 2002/03 | Budapest Honvéd FC  | Węgry      | Nemzeti Bajnokság I      | 12    | 0      |
| 2003/04 | Budapest Honvéd FC  | Węgry      | Nemzeti Bajnokság I      | 29    | 1      |
| 2004/05 | Budapest Honvéd FC  | Węgry      | Nemzeti Bajnokság I      | 28    | 5      |
| 2005/06 | Budapest Honvéd FC  | Węgry      | Nemzeti Bajnokság I      | 3     | 1      |
| 2005/06 | Auxerre B           | Francja    | CFA                      | 19    | 0      |
| 2006/07 | Auxerre B           | Francja    | CFA                      | 13    | 2      |
| 2006/07 | Motherwell F.C.     | Szkocja    | Scottish Premier League  | 11    | 0      |
| 2007/08 | NEC Nijmegen        | Holandia   | Eredivisie               | 27    | 2      |
| 2008/09 | CA Osasuna          | Hiszpania  | Primera División         | 20    | 1      |
| 2009/10 | CA Osasuna          | Hiszpania  | Primera División         | 20    | 4      |
| 2010/11 | CA Osasuna          | Hiszpania  | Primera División         | 31    | 3      |
| 2011/12 | NEC Nijmegen        | Holandia   | Eredivisie               | 29    | 1      |
| 2012/13 | Odense Boldklub     | Dania      | Superligaen              | 24    | 7      |
| 2013/14 | Odense Boldklub     | Dania      | Superligaen              | 12    | 7      |
| 2014    | Pune City           | Indie      | I-League                 | 6     | 0      |
| 2014/15 | Grasshoppers Zurych | Szwajcaria | Swiss Super League       | 15    | 2      |
| 2015/16 | Deportivo Alavés    | Hiszpania  | Segunda División         | 3     | 0      |
| 2015/16 | Perth Glory FC      | Australia  | A-League                 | 11    | 1      |
| 2016    | Mumbai City FC      | Indie      | I-League                 | 14    | 3      |
| 2016/17 | Kitchee SC          | Hongkong   | Hong Kong Premier League | 9     | 2      |
| 2017/18 | Kitchee SC          | Hongkong   | Hong Kong Premier League | 18    | 8      |

## Kariera reprezentacyjna
W latach 2004–2006 Vadócz rozegrał trzy spotkania w reprezentacji Węgier U-21. W pierwszej reprezentacji swojego kraju zadebiutował 30 listopada 2004 w przegranym 0:1 towarzyskim spotkaniu ze Słowacją. Z kolei pierwszego gola w kadrze narodowej zdobył 18 grudnia 2005w sparingu z Antiguą i Barbudą (3:0).